# Heidelberg (Missisipi)
Heidelberg – miasto w Stanach Zjednoczonych, w stanie Missisipi, w hrabstwie Jasper.